# Lijst van voetbalinterlands Bulgarije - Duitse Democratische Republiek
Deze lijst van voetbalinterlands is een overzicht van alle officiële voetbalwedstrijden tussen de nationale teams van Bulgarije en de Duitse Democratische Republiek. De landen hebben negentien keer tegen elkaar gespeeld. De eerste ontmoeting was een vriendschappelijke wedstrijd in Dresden op 14 juni 1953. Het laatste duel, eveneens een vriendschappelijke wedstrijd, vond plaats op 23 augustus 1989 in Erfurt.

## Wedstrijden
| №  | Plaats          | Datum             | Competitie           | Wedstrijd                                  | Uitslag |
| -- | --------------- | ----------------- | -------------------- | ------------------------------------------ | ------- |
| 1  | Dresden         | 14 juni 1953      | Vriendschappelijk    | Duitse Democratische Republiek − Bulgarije | 0 − 0   |
| 2  | Sofia           | 24 oktober 1954   | Vriendschappelijk    | Bulgarije − Duitse Democratische Republiek | 3 − 1   |
| 3  | Oost-Berlijn    | 20 november 1955  | Vriendschappelijk    | Duitse Democratische Republiek − Bulgarije | 1 − 0   |
| 4  | Sofia           | 14 oktober 1956   | Vriendschappelijk    | Bulgarije − Duitse Democratische Republiek | 3 − 1   |
| 5  | Oost-Berlijn    | 5 oktober 1958    | Vriendschappelijk    | Duitse Democratische Republiek − Bulgarije | 1 − 1   |
| 6  | Sofia           | 10 juli 1960      | Vriendschappelijk    | Bulgarije − Duitse Democratische Republiek | 2 − 0   |
| 7  | Maagdenburg     | 4 september 1963  | Vriendschappelijk    | Duitse Democratische Republiek − Bulgarije | 1 − 1   |
| 8  | Varna           | 4 september 1965  | Vriendschappelijk    | Bulgarije − Duitse Democratische Republiek | 3 − 2   |
| 9  | Oost-Berlijn    | 26 maart 1975     | Vriendschappelijk    | Duitse Democratische Republiek − Bulgarije | 0 − 0   |
| 10 | Sliven          | 27 oktober 1976   | Vriendschappelijk    | Bulgarije − Duitse Democratische Republiek | 0 − 4   |
| 11 | Erfurt          | 30 augustus 1978  | Vriendschappelijk    | Duitse Democratische Republiek − Bulgarije | 2 − 2   |
| 12 | Boergas         | 28 februari 1979  | Vriendschappelijk    | Bulgarije − Duitse Democratische Republiek | 1 − 0   |
| 13 | Boergas         | 22 september 1982 | Vriendschappelijk    | Bulgarije − Duitse Democratische Republiek | 2 − 2   |
| 14 | Gera            | 13 april 1983     | Vriendschappelijk    | Duitse Democratische Republiek − Bulgarije | 3 − 0   |
| 15 | Sofia           | 6 april 1985      | WK 1986 kwalificatie | Bulgarije − Duitse Democratische Republiek | 1 − 0   |
| 16 | Karl-Marx-Stadt | 16 november 1985  | WK 1986 kwalificatie | Duitse Democratische Republiek − Bulgarije | 2 − 1   |
| 17 | Querétaro       | 9 februari 1986   | Vriendschappelijk    | Bulgarije − Duitse Democratische Republiek | 1 − 2   |
| 18 | Boergas         | 13 april 1988     | Vriendschappelijk    | Bulgarije − Duitse Democratische Republiek | 1 − 1   |
| 19 | Erfurt          | 23 augustus 1989  | Vriendschappelijk    | Duitse Democratische Republiek − Bulgarije | 1 − 1   |

## Samenvatting
| Competitie        | Totaal gespeeld | Winst Bulgarije | Gelijk | Winst DDR | Doelsaldo Bulgarije – DDR |
| ----------------- | --------------- | --------------- | ------ | --------- | ------------------------- |
| WK-kwalificatie   | 2               | 1               | 0      | 1         | 2 − 2                     |
| Vriendschappelijk | 17              | 5               | 8      | 4         | 21 − 22                   |
| Totaal            | 19              | 6               | 8      | 5         | 23 − 24                   |

Wedstrijden bepaald door strafschoppen worden, in lijn met de FIFA, als een gelijkspel gerekend.

## Details

### Eerste ontmoeting
| Vriendschappelijk (Dresden, Duitse Democratische Republiek, 14 juni 1953): |       |           |
| Duitse Democratische Republiek                                             | 0 – 0 | Bulgarije |
|                                                                            | goals |           |

### Tweede ontmoeting
| Vriendschappelijk (Sofia, Bulgarije, 14 juni 1954): |       |                                |
| Bulgarije                                           | 3 – 1 | Duitse Democratische Republiek |
| Ivan Kolev 11' Krum Yanev 55' Ivan Kolev 67'        | goals | 83' (pen.) Siegfried Meier     |

### Derde ontmoeting
| Vriendschappelijk (Oost-Berlijn, Duitse Democratische Republiek, 20 november 1955): |       |           |
| Duitse Democratische Republiek                                                      | 1 – 0 | Bulgarije |
| Willy Tröger 23'                                                                    | goals |           |

### Vierde ontmoeting
| Vriendschappelijk (Sofia, Bulgarije, 14 oktober 1956): |       |                                |
| Bulgarije                                              | 3 – 1 | Duitse Democratische Republiek |
| Panayot Panayotov 25' Ivan Kolev 62' Ivan Kolev 89'    | goals | 46' Günther Wirth              |

### Vijfde ontmoeting
| Vriendschappelijk (Oost-Berlijn, Duitse Democratische Republiek, 5 oktober 1958): |       |                     |
| Duitse Democratische Republiek                                                    | 1 – 1 | Bulgarije           |
| Willy Tröger 30'                                                                  | goals | 80' Dimitar Milanov |

### Negentiende ontmoeting
| Vriendschappelijk (Erfurt, Duitse Democratische Republiek, 23 augustus 1989):                                                                                        |              | |
| Duitse Democratische Republiek | 1 – 1        | Bulgarije |
| Ulf Kirsten 15' | goals        | 28' Georgi Yordanov |
| Eduard Geyer | bondscoach   | Ivan Vutsov |
| Dirk Heyne Dirk Stahmann Ronald Kreer Burkhard Reich Matthias Lindner Matthias Döschner Matthias Sammer Rainer Ernst Rico Steinmann 66' Ulf Kirsten 73' Andreas Thom | opstellingen | Ilia Valov 46' Gosho Ginchev Trifon Ivanov Dimitar Vasev Kalin Bankov Pavel Dochev Georgi Yordanov 84' Plamen Petkov Krassimir Balakov 59' Emil Kostadinov 75' Hristo Stoichkov |
| Dariusz Wosz 66' Thomas Doll 73' | wissels      | 46' Georgi Georgiev 59' Petar Mihtarski 75' Plamen Simeonov 84' Nikolai Todorov                                                                                                 |
| Matthias Döschner 86' | rode kaarten | |

BFS · A-internationals · Selecties · Bondscoaches · Bulgaars vrouwenelftal · Olympisch elftal · Bulgarije U21 · Bulgarije U20 · Bulgarije U19 · Bulgarije U18 · Bulgarije U17 · Bulgarije U16
1924 – 1929 · 
1930 – 1939 · 
1940 – 1949 · 
1950 – 1959 · 
1960 – 1969 · 
1970 – 1979 · 
1980 – 1989 · 
1990 – 1999 · 
2000 – 2009 · 
2010 – 2019 ·
2020 − 2029
EK 1996 · 
EK 2004
WK 1962 · 
WK 1966 · 
WK 1970 · 
WK 1974 · 
WK 1986 · 
WK 1994 · 
WK 1998
OS 1924 · 
OS 1952 · 
OS 1956 · 
OS 1960 · 
OS 1968
1924 · 
1925 · 
1926 · 
1927 · 
1928 ·
1929 · 
1930 · 
1931 · 
1932 · 
1933 · 
1934 · 
1935 · 
1936 · 
1937 · 
1938 · 
1939 · 
1940 · 
1941 ·
1942 · 
1943 · 
1944 · 1945 · 
1946 ·
1947 · 
1948 · 
1949 · 
1950 · 
1952 · 
1952 · 
1953 · 
1954 · 
1955 · 
1956 · 
1957 · 
1958 · 
1959 · 
1960 · 
1961 · 
1962 · 
1963 · 
1964 · 
1965 · 
1966 · 
1967 · 
1968 · 
1969 · 
1970 · 
1971 · 
1972 · 
1973 · 
1974 · 
1975 · 
1976 · 
1977 · 
1978 · 
1979 · 
1980 · 
1981 · 
1982 · 
1983 · 
1984 · 
1985 · 
1986 · 
1987 · 
1988 · 
1989 · 
1990 · 
1991 · 
1992 · 
1993 · 
1994 · 
1995 · 
1996 · 
1997 · 
1998 · 
1999 · 
2000 · 
2001 · 
2002 · 
2003 · 
2004 · 
2005 · 
2006 · 
2007 · 
2008 · 
2009 · 
2010 · 
2011 · 
2012 · 
2013 · 
2014 · 
2015 ·
2016 ·
2017 ·
2018 ·
2019 ·
2020 ·
2021 ·
2022 ·
2023 ·
2024
Albanië ·
Algerije ·
Andorra ·
Argentinië ·
Armenië ·
Australië ·
Azerbeidzjan ·
België ·
Bolivia ·
Bosnië en Herzegovina ·
Brazilië ·
Canada · 
Chili ·
Cuba ·
Cyprus ·
DDR ·
Denemarken ·
Duitsland ·
Ecuador ·
Egypte ·
Engeland ·
Estland ·
Finland ·
Frankrijk ·
Georgië ·
Gibraltar ·
Griekenland ·
Hongarije ·
Ierland ·
IJsland ·
Indonesië ·
Iran ·
Israël ·
Italië ·
Jamaica ·
Japan ·
Joegoslavië ·
Jordanië ·
Kameroen ·
Kazachstan ·
Koeweit ·
Kosovo ·
Kroatië ·
Letland ·
Libanon ·
Litouwen ·
Luxemburg ·
Malta ·
Marokko ·
Mexico ·
Moldavië ·
Montenegro ·
Nederland ·
Nieuw-Caledonië ·
Nigeria ·
Noord-Ierland ·
Noord-Korea ·
Noord-Macedonië ·
Noorwegen ·
Oekraïne ·
Oman ·
Oostenrijk ·
Paraguay ·
Peru ·
Polen ·
Portugal ·
Qatar ·
Roemenië ·
Rusland ·
San Marino ·
Saoedi-Arabië ·
Schotland ·
Servië ·
Servië en Montenegro ·
Slovenië ·
Slowakije ·
Sovjet-Unie ·
Spanje ·
Tanzania ·
Thailand ·
Tsjechië ·
Tsjecho-Slowakije ·
Tunesië ·
Turkije ·
Uruguay ·
Verenigde Arabische Emiraten ·
Wales ·
Wit-Rusland ·
Zuid-Afrika ·
Zuid-Korea ·
Zweden ·
Zwitserland
DFV · Kwalificatiewedstrijden · A-internationals · Bondscoaches · Statistieken · DDR vrouwenelftal · DDR U21 · DDR U20 ·  DDR U18 · DDR U16
1952 – 1959 · 
1960 – 1969 · 
1970 – 1979 · 
1980 – 1990
WK 1974
OS 1964 · 
OS 1972 · 
OS 1976 · 
OS 1980
1952 · 
1953 · 
1954 · 
1955 · 
1956 · 
1957 · 
1958 · 
1959 ·
1960 · 
1961 · 
1962 · 
1963 · 
1964 · 
1965 · 
1966 · 
1967 · 
1968 · 
1969 ·
1970 · 
1971 · 
1972 · 
1973 · 
1974 · 
1975 · 
1976 · 
1977 · 
1978 · 
1979 ·
1980 · 
1981 · 
1982 · 
1983 · 
1984 · 
1985 · 
1986 · 
1987 · 
1988 · 
1989 · 
1990
Albanië ·
Algerije ·
Argentinië ·
Australië ·
België ·
Bolivia ·
Brazilië ·
Bulgarije ·
Canada ·
Chili ·
Colombia ·
Cuba ·
Denemarken ·
Duitsland ·
Ecuador ·
Egypte ·
Engeland ·
Finland ·
Frankrijk ·
Ghana ·
Griekenland ·
Guinee ·
Hongarije ·
IJsland ·
Indonesië ·
Irak ·
Italië ·
Joegoslavië ·
Koeweit ·
Luxemburg ·
Mali ·
Malta ·
Marokko ·
Mexico ·
Myanmar ·
Nederland ·
Noorwegen ·
Oostenrijk ·
Polen ·
Portugal ·
Roemenië ·
Schotland ·
Sovjet-Unie ·
Spanje ·
Sri Lanka ·
Tsjecho-Slowakije ·
Tunesië ·
Turkije ·
Uruguay ·
Verenigde Staten ·
Wales ·
Zweden ·
Zwitserland